# First Airphonic Suite
Die First Airphonic Suite ist ein musikalisches Werk von Joseph Schillinger für Orchester und Theremin. Das 1929 vom Cleveland Orchestra unter Nikolai Sokoloff mit Leon Theremin am Theremin uraufgeführte Werk war das erste im Westen für Theremin komponierte Stück.
Die Uraufführung fand am 28. November 1929 in Cleveland unter reger Aufmerksamkeit regionaler und nationaler Presse statt. Eine weitere Aufführung folgte wenige Tage später am 10. Dezember 1929 in der New Yorker Carnegie Hall.
Während das Werk danach für einige Jahrzehnte in Vergessenheit geriet, konnte es zusammen mit der Theremin-Renaissance der 1990er reüssieren. Einer vereinzelten Aufführung 1980 folgten Aufführungen an der Hochschule für Musik in Karlsruhe 1996, am Performing Arts Center des Mercyhurst College, beim Festival für zeitgenössische russische Musik in Seattle 2002 am Polytechnischen Museum Moskau 2004 und am Caramoor Center in New Jersey 2005, jeweils mit Lidija Kawina als Solistin. Am Anfang des italienischen Dokumentarfilms L’uomo amplificato von 2007 ist eine achtminütige Passage mit dem Stück unterlegt.
Prägendes Element des Werks ist das Theremin, sein ungewohnter Klang, und die elektronische Verstärkung. Olin Downes der Musikkritiker der New York Times kommentierte die Aufführung mit den Worten „Wir wollen nicht über eine Bevölkerung nachdenken müssen, die von der Gnade dieses furchterregenden verstärkten und kraftvollen Tons abhängig ist, den Professor Theremin in die Welt brachte“. Über 70 Jahre später, 2005, war die New York Times gnädiger mit dem Stück, bezeichnete es als „beginnend mit Borodin und endend wie die Rhapsody in Blue“.